# Robert Huber (biokémikus)
Robert Huber (München, 1937. szeptember 20. –) német biokémikus. 1988-ban kémiai Nobel-díjjal tüntették ki, Johann Deisenhoferrel és Hartmut Michellel megosztva, „a fotoszintetikus reakció központ 3 dimenziós felépítésének meghatározásáért”.

## Életrajz
1937. február 20-án született Münchenben, a Harmadik Birodalom idején, Sebastian és Helene Huber első gyermekeként. Édesapja pénztáros volt egy bankban, míg édesanyja háztartásbeli. 1947 és 1956 között a müncheni Humanistisches Karls-Gymnasiumban tanult, majd a Müncheni Műszaki Egyetem kémia szakán tanult, ahol 1960-ban szerzett diplomát.
1990-ban a Leopoldina Német Természettudományos Akadémia tagja lett.
1995-ben a National Academy of Sciences tagja lett.

## Publikációk (válogatás)
- Huber, R., Epp, O. and Formanek, H. (1969). The 2.8 Å resolution Fourier synthesis of the insect hemoglobin erythrocruorin. Acta Cryst. A25, 15-28.
- Huber, R., Kukla, D., Rühlmann, A., Epp, O. and Formanek, H. (1970). The basic trypsin inhibitor of bovine pancreas. I. Structure analysis and conformation of the polypeptide chain. Naturwiss. 57, 389.
- Huber, R., Kukla, D., Bode, W., Schwager, P., Bartels, K., Deisenhofer, J. and Steigemann, W. (1974). Structure of the complex formed by bovine trypsin and bovine pancreatic trypsin inhibitor. II. Crystallographic refinement at 1.9 Å resolution. J. Mol. Biol. 89, 73-101.
- Huber, R., Deisenhofer, J., Colman, P. M., Matsushima, M. and Palm, W. (1976). Crystallographic structure studies of an IgG molecule and an Fc fragment. Nature 264, 415-420.
- Huber, R. and Bode, W. (1978). Structural basis of the activation and action of trypsin. Acc. Chemi. Res. 11, 114-122.
- Löbermann, H., Tokuoka, R., Deisenhofer, J. and Huber, R. (1984). Human a1-proteinase inhibitor. Crystal structure analysis of two crystal modifications, molecular model and preliminary analysis of the implications for function. J. Mol. Biol. 177, 531-556.
- Schirmer, T., Bode, W., Huber, R., Sidler, W. and Zuber, H. (1985). X-ray crystallographic structure of the light-harvesting biliprotein C-phycocyanin from thermophilic cyanobacterium Mastigocladus laminosus and its resemblance to globin structures. J. Mol. Biol. 184, 257-277.
- Deisenhofer, J., Epp, O., Miki, K., Huber, R. and Michel, H. (1985). Structure of the protein subunits in the photosynthetic reaction centre of Rhodopseudomonas viridis at 3 Å resolution. Nature 318, 618-624.
- Huber, R. (1988). Flexibility and rigidity of proteins and protein-pigment complexes. Angew. Chem. Int. E. Engl. 27, 79-88.
- Ladenstein, R., Schneider, M., Huber, R., Bartunik, H. D., Wilson, K., Schott, K. and Bacher, A. (1988). Heavy riboflavin synthase from Bacillus subtilis. Crystal structure analysis of the Icosahedral b60 capsid at 3.3 Å resolution. J. Mol. Biol. 203, 1045-1070.
- Huber, R. (1989). A structural basis of light energy and electron transfer in biology. (Nobel Lecture). EMBO J. 8, 2125-2147.
- Bode, W., Mayr, I., Baumann, U., Huber, R., Stone, S. R. and Hofsteenge, J. (1989). The refined 1.9 Å crystal structure of human a-thrombin: interaction with D-Ph-Pro-Arg chloromethylketone and significance of the Tyr-Pro-Pro-Trp insertion segment. EMBO J. 8, 3467-3475.
- Messerschmidt, A. and Huber, R. (1990). The blue oxidases, ascorbate oxidase, laccase and ceruloplasmin. Modelling and structural relationships. Eur. J. Biochem. 187, 341-352.
- Rydel, T., Ravichandran, K. G., A., T., Bode, W., Huber, R., Fenton, J. W. and Roitsch, C. (1990). The structure of a complex of recombinant hirudin and human a-thrombin. Science 249, 277-280.
- Bode, W. and Huber, R. (1994). Proteinase-protein inhibitor interactions. Fibrinolysis 8, 161-171.
- Löwe, J., Stock, D., Jap, B., Zwickl, P., Baumeister, W. and Huber, R. (1995). Crystal structure of the 20S proteasome from the archaeon T. acidophilum at 3.4 Å resolution. Science 268, 533-539.
- Gomis-Rüth, F. X., Gómez, M., Bode, W., Huber, R. and Avilés, F. X. (1995). The three-dimensional structure of the native ternary complex of bovine pancreatic procarboxypeptidase A with proproteinase E and chymotrypsinogen C. EMBO J. 14, 4387-4394.
- Groll, M., Ditzel, L., Löwe, J., Stock, D., Bochtler, M., Bartunik, H. D. and Huber, R. (1997). Structure of 20S proteasome from yeast at 2.4 Å resolution. Nature 386, 463-471.
- Bochtler, M., Ditzel, L., Groll, M. and Huber, R. (1997). Crystal structure of heat shock locus V (HslV) from Escherichia coli. Proc. Natl. Acad. Sci. USA 94, 6070-6074.
- Ditzel, L., Löwe, J., Stock, D., Stetter, K. O., Huber, H., Huber, R. and Steinbacher, S. (1998). Crystal structure of the thermosome, the archaeal chaperonin and homolog of CCT. Cell 93, 125-138.
- Einsle, O., Messerschmidt, A., Stach, P., Bourenkov, G., Bartunik, H., Huber, R. and Kroneck, P. (1999). Structure of cytochrome c nitrite reductase. Nature 400, 476-480.
- Sondermann, P., Huber, R., Oosthuizen, V. and Jacob, U. (2000). The 3.2-Å crystal structure of the human IgG1 Fc fragment-FcgRIII complex. Nature 406, 267-273.
- Brandstetter, H., Kim, J. S., Groll, M. and Huber, R. (2001). Crystal structure of the tricorn protease reveals a protein disassembly line. Nature 414, 466-470.

- Krojer, T., Garrido-Franco, M., Huber, R., Ehrmann, M. and Clausen, T. (2002). Crystal structure of DegP (HtrA) reveals a new protease-chaperone machine. Nature 416, 455-459